# ناحية سيروان
ناحية سيروان هي ناحية في محافظة حلبجة، العراق.